# Kamosze
Kamosze az ókori egyiptomi XVII. dinasztia és a második átmeneti kor utolsó fáraója. Rövid uralkodása arra az időre esett, amikor Egyiptom az északi országrészt megszállva tartó hükszoszok ellen harcolt. Kamosze harcos fáraó volt, két hadjáratot is vezetett a megszállók ellen. Végül utóda, I. Jahmesz uralkodása alatt sikerült legyőzni a hükszószokat.

## Családi háttere
Elődje, Szekenenré idősebbik fiának és I. Jahmesz bátyjának tekintették, de újabban Szekenenré és Jahmesz múmiáinak vizsgálata után – melynél megállapították, körülbelül hány évesen hunytak el – úgy tartják, Szekenenré öccse lehetett, aki kiskorú unokaöccse helyett foglalta el a trónt, hogy a kritikus időszakban felnőtt uralkodója legyen az országnak. Más feltételezések szerint ez az elmélet is gyenge lábakon áll, mivel Kamosze szüleit sehol nem említik, koporsójáról pedig hiányzott a királyságot jelképező ureuszkígyó.
Lehetséges, hogy volt egy Ahhotep nevű felesége, de az ő létezését csak egy koporsó feliratára alapozzák, ami lehetett Szekenenré feleségéé, Ahhotep királynéé is. Az is elképzelhető, hogy a két Ahhotep azonos, és Kamosze Szekenenré özvegyét vette feleségül; Jahmesz lehetett akár az ő fia is. Az ebben az időben élt Szitkamosze hercegnőt neve alapján lehet Kamosze lányának tekinteni, a név jelentése ugyanis pontosan ez: Kamosze lánya.

## Uralkodása

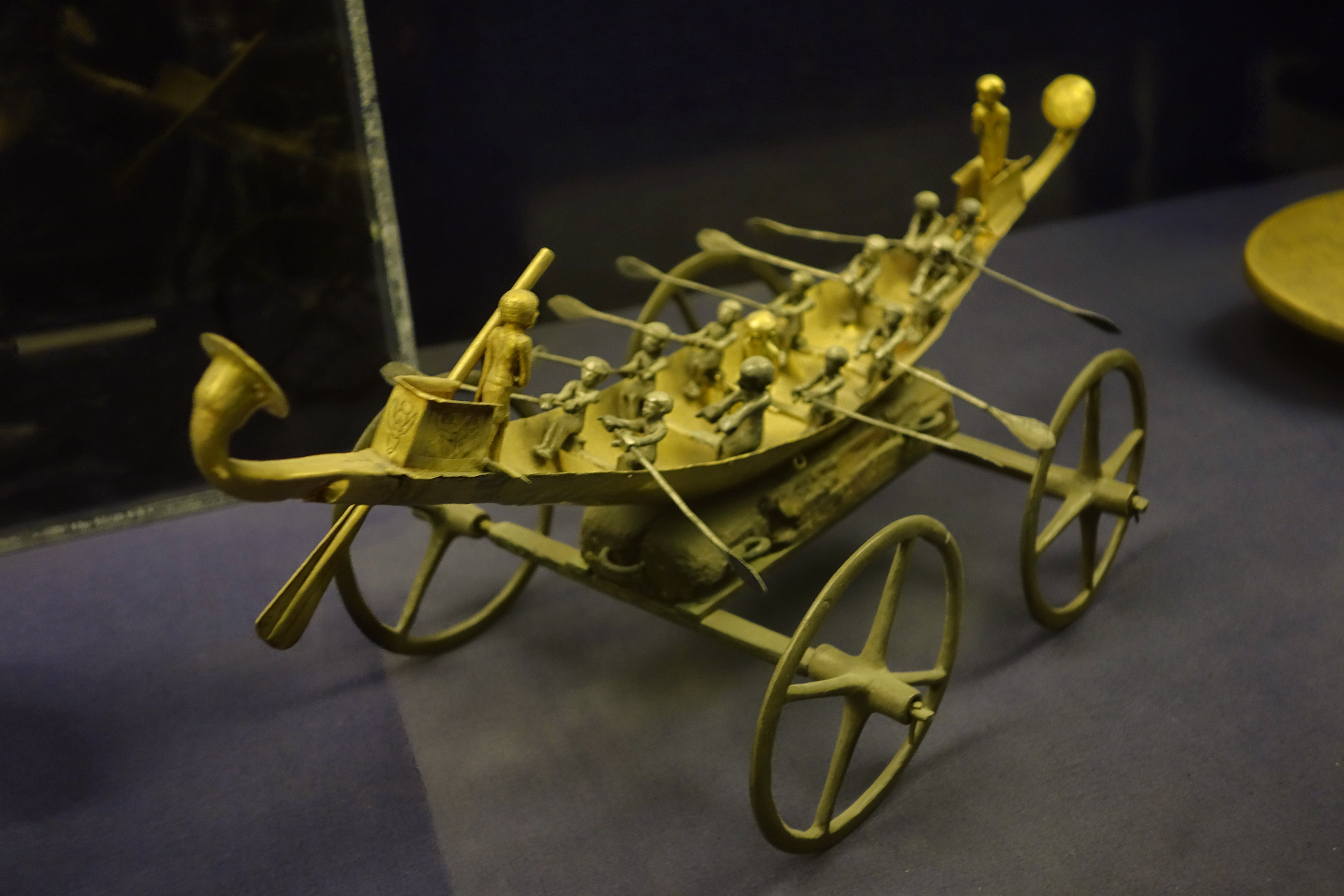
Kamosze egy áldozati tárgya, egy bárka

„Szeretném tudni, hogy mire való az én erőm? Egy [idegen] fejedelem van Avariszban, egy másik Núbiában, én pedig itt ülök, és együtt vagyok egy ázsiaival és egy núbiaival; mindegyiknek kiszakított része van Egyiptomból és megosztja az országot velem.” – Kamosze sztéléje (ford. Wessetzky Vilmos).
Kamosze uralkodásáról a legfontosabb történeti dokumentum az általa a karnaki Ámon-templomban állíttatott két egyforma szövegű sztélé. Mindkettő töredékesen maradt fenn, de a két töredékből összeállítható a teljes szöveg. A sztélék felirata pontosan beszámol Egyiptom megosztottságáról, amelynek a fáraó – a hükszósz harcokban elesett elődjét követve – véget akart vetni. Kamosze körülbelül három, de legfeljebb öt évig tartó uralkodása (legkésőbbi feljegyzett uralkodási éve a 3.) harcokkal telt. Két nagy hadjáratáról van feljegyzés, ebből az egyiket Dél felé, Núbiába indította, a másikat a hükszósz főváros, Avarisz ellen.

### A núbiai hadjárat
Núbiában nagyjából ebben az időben állt hatalma csúcsán az ún. kermai kultúra. Kerma városa a 3. kataraktától délre terült el, és urai felügyelet alatt tartották a kataraktákat őrző erődöket, köztük Buhen erődjét.
Kamosze még 3. uralkodási éve előtt sikeresen visszafoglalta a buheni erődöt, valamint a két másikat, Mirgissza és Aszkut erődjét, és visszaszorította a kermaiakat, bár magát Kermát csak jóval később, már a XVIII. dinasztia uralma alatt foglalták el az egyiptomiak. Ezzel megnyílt az út Núbia aranybányái felé, az egyiptomiaknak nem kellett többé adót fizetniük Kerma urának, ha Dél felé hajóztak a Níluson, és nem kellett attól tartani, hogy a núbiaiak hátba támadják őket az Avarisz ellen indított hadjárat alatt.
Kamosze és Jahmesz seregében is szolgáltak núbiai katonák, nem tudni róluk, önként csatlakoztak vagy besorozták őket a seregbe.

### Az avariszi hadjárat
Még a 3. uralkodási év előtt megkezdődött az Avarisz elleni hadjárat is. Kuszain túlhaladva átlépte az uralma alatt lévő terület határát, és először a hermopoliszi kerületben található Neferuszi városát foglalta el, ahol a hükszószokhoz hű Teti fejedelem uralkodott. Kamosze seregei körülzárták a várost, majd hajnalban rohammal bevették, a lakosságot kiirtották vagy rabszolgasorba vetették.
Második sztéléje felirata szerint Neferuszitól északra Kamosze elfogta a hükszósz uralkodó, Apepi levelét, melyet a núbiaiaknak küldött, és melyben elpanaszolta, hogy Kamosze megtámadta, valamint arra kérte a núbiai királyt, hogy támadja meg ő is Kamoszét. A fáraó katonákat küldött az észak-déli sivatagi utakat ellenőrzése alatt tartó Baharijja-oázisba, hogy ezt megakadályozza.
Miután sorban elfoglalta Közép-Egyiptom hükszósz befolyás alatt álló városait, Kamosze Avarisz ellen indult. Sztéléje beszámol arról, hogy flottája blokád alá vonta Avariszt, és sok zsákmányt hurcoltak el – köztük hajóépítéshez való cédrusfát, aranyat, ezüstöt, lazúrkövet és rengeteg fegyvert –, közben a palota hölgyei ijedten néztek ki az erődből az egyiptomiakra, „mint fiatal gyíkok az üregből”. A dicsekvő hangnemű szöveg („Én iszom már szőlőid borát, én kapálom székhelyed földjét, én vágom ki fáidat”) ellenére is nyilvánvaló azonban, hogy magát Avariszt nem támadták meg, a fáraó célja csak megfélemlítés volt. A stratégia szempontjából kulcsfontosságú Memphiszt a szöveg nem is említi.

## Jelentősége
Kamosze hadjáratával a hükszoszok és az egyiptomiak uralta terület határa északabbra került ugyan, de Avarisz hatalmát nem sikerült megtörni. Tizenegy évvel később, mire Kamosze ifjú utóda, Jahmesz felnőtt, az egyiptomiaknak az egész háborút elölről kellett kezdeni.
Kamosze szövegei említik, hogy a zsákmány része volt számos ló és harci kocsi. Ezek Egyiptomban korábban ismeretlenek voltak, és nagy szerepet játszottak abban, hogy a hükszószok elfoglalták Felső-Egyiptomot. Feltehetőleg Kamosze uralkodását követően kezdtek Egyiptomban is elterjedni.

## Titulatúra
A fáraók titulatúrájának magyarázatát és történetét lásd az Ötelemű titulatúra szócikkben.
| G5 |

| G5 |

| N28 · D36 | D2 · Z1 | W11 · t · f |

| N28 · D36 | D2 · Z1 | W11 · t · f |

| N28 · D36 | D2 · Z1 | W11 · t · f |

| N28 · D36 | D2 · Z1 | W11 · t · f |

| G5 |

| G5 |

| N28 · D36 | D2 · Z1 | W11 · t · f |

| N28 · D36 | D2 · Z1 | W11 · t · f |

| N28 · D36 | D2 · Z1 | W11 · t · f |

| N28 · D36 | D2 · Z1 | W11 · t · f |

| G16 |

| G16 |

| F25 | mn · n | W24 · W24 · W24 |

| F25 | mn · n | W24 · W24 · W24 |

| G16 |

| G16 |

| F25 | mn · n | W24 · W24 · W24 |

| F25 | mn · n | W24 · W24 · W24 |

| G8 |

| G8 |

| s | O4 · r | Y1 · N17 · N17 | N23 | N23 |

| s | O4 · r | Y1 · N17 · N17 | N23 | N23 |

| G8 |

| G8 |

| s | O4 · r | Y1 · N17 · N17 | N23 | N23 |

| s | O4 · r | Y1 · N17 · N17 | N23 | N23 |

| M23 | L2 |

| M23 | L2 |

| N5 | M13 | Y1 | L1 |

| N5 | M13 | Y1 | L1 |

| N5 | M13 | Y1 | L1 |

| N5 | M13 | Y1 | L1 |

| N5 | M13 | Y1 | L1 |

| N5 | M13 | Y1 | L1 |

| N5 | M13 | Y1 | L1 |

| N5 | M13 | Y1 | L1 |

| M23 | L2 |

| M23 | L2 |

| N5 | M13 | Y1 | L1 |

| N5 | M13 | Y1 | L1 |

| N5 | M13 | Y1 | L1 |

| N5 | M13 | Y1 | L1 |

| N5 | M13 | Y1 | L1 |

| N5 | M13 | Y1 | L1 |

| N5 | M13 | Y1 | L1 |

| N5 | M13 | Y1 | L1 |

| G39 | N5 | \| \| |
|     |    |       |

|  |

| G39 | N5 | \| \| |
|     |    |       |

|  |

| D28 · D52 | F31 | s | A24 |

| D28 · D52 | F31 | s | A24 |

| D28 · D52 | F31 | s | A24 |

| D28 · D52 | F31 | s | A24 |

| D28 · D52 | F31 | s | A24 |

| D28 · D52 | F31 | s | A24 |

| D28 · D52 | F31 | s | A24 |

| D28 · D52 | F31 | s | A24 |

| G39 | N5 | \| \| |
|     |    |       |

|  |

| G39 | N5 | \| \| |
|     |    |       |

|  |

| D28 · D52 | F31 | s | A24 |

| D28 · D52 | F31 | s | A24 |

| D28 · D52 | F31 | s | A24 |

| D28 · D52 | F31 | s | A24 |

| D28 · D52 | F31 | s | A24 |

| D28 · D52 | F31 | s | A24 |

| D28 · D52 | F31 | s | A24 |

| D28 · D52 | F31 | s | A24 |